# 赤柱海濱小賣亭

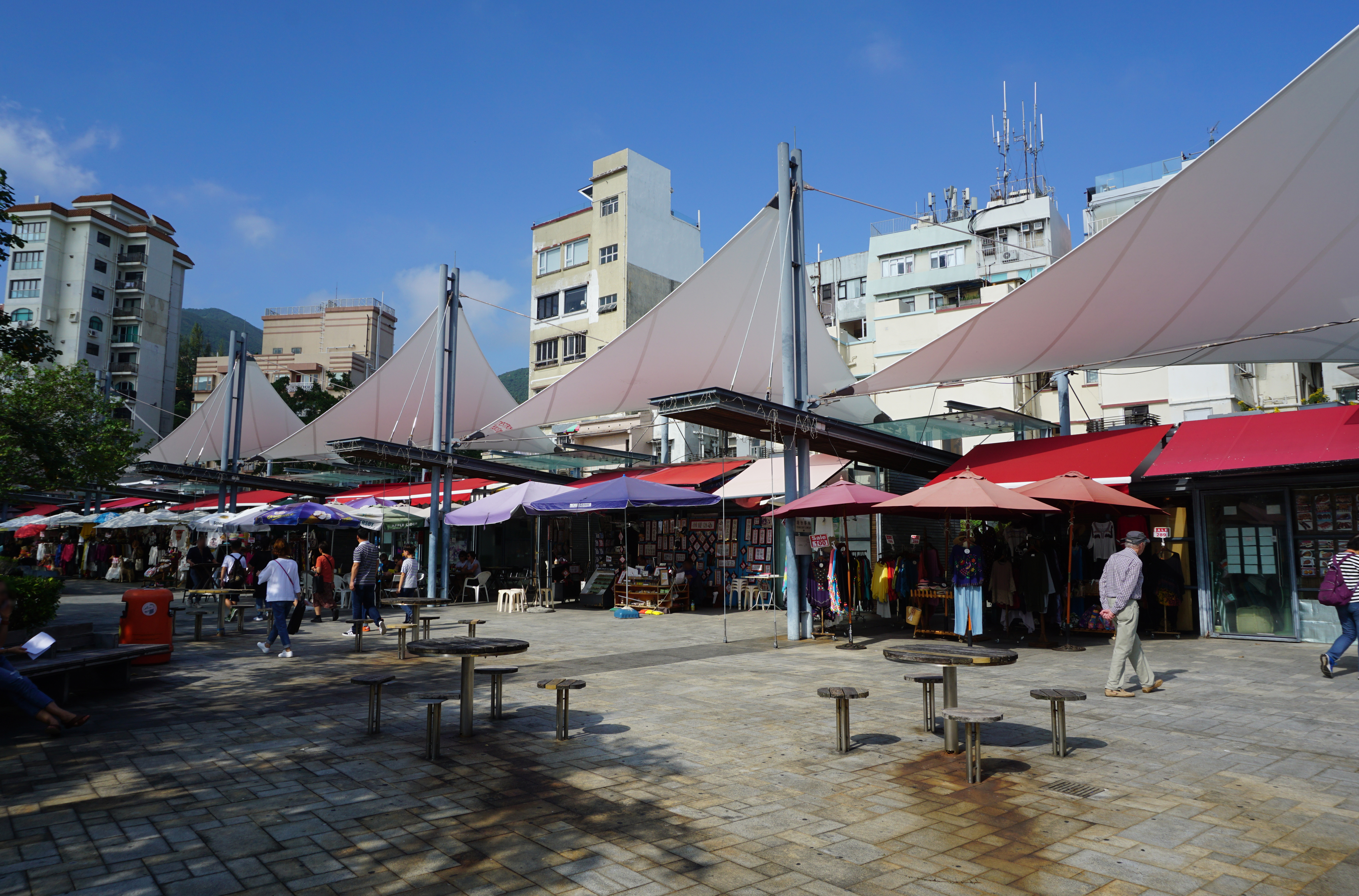
赤柱海濱小賣亭全貌

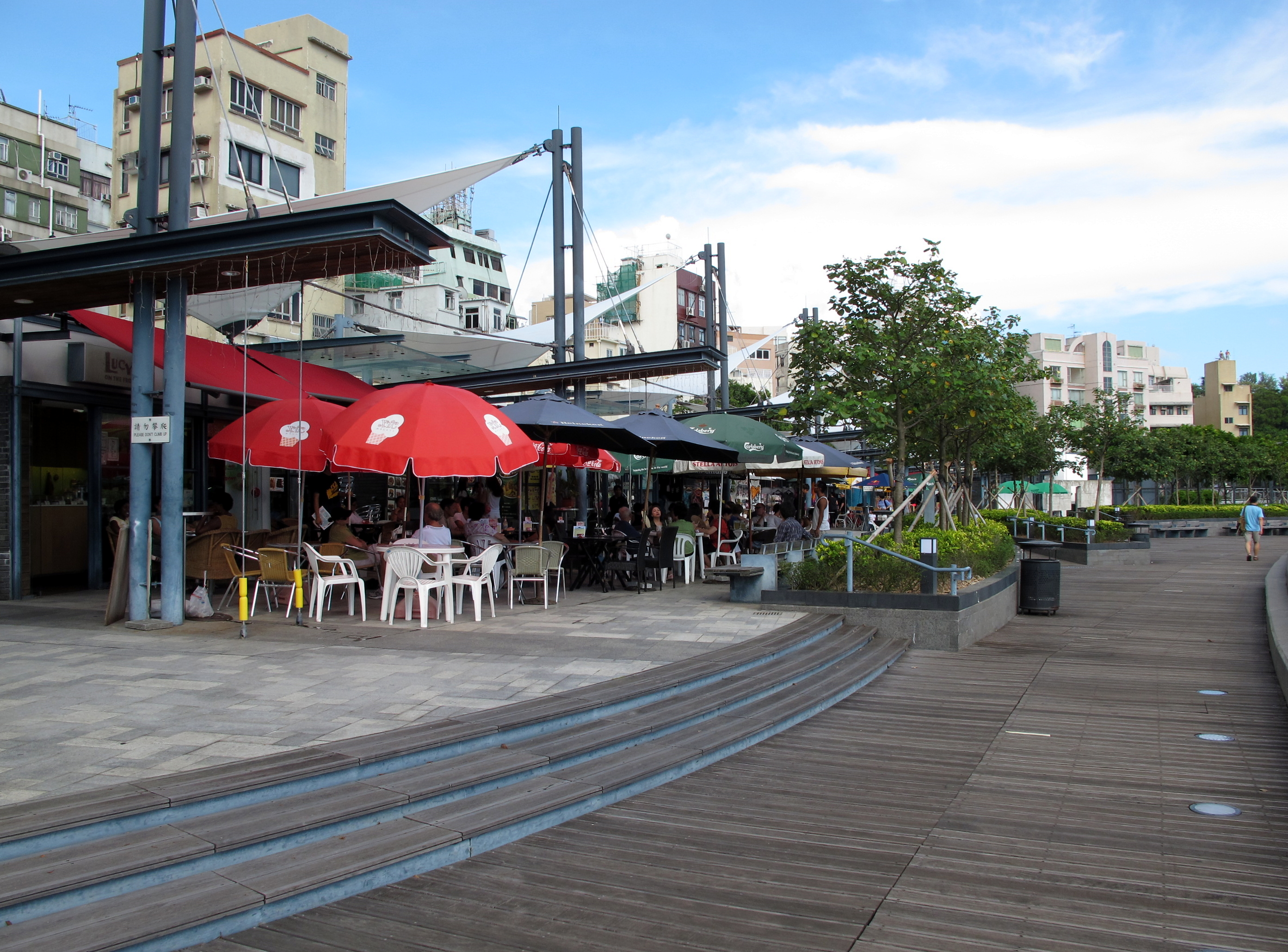
赤柱海濱小賣亭

赤柱海濱小賣亭（英語：Stanley Waterfront Mart）是香港一座市場建築，位於香港島赤柱大街的赤柱海濱長廊。

## 歷史
赤柱海濱小賣亭的前身為赤柱臨時街市，後由食物環境衛生署斥資1,400萬港元改建而成，於2005年10月動工，2007年1月啟用。它是一座單層建築，面積1,100平方米，有20個舖位，每個面積約8-11平方米。除了售賣小食，也有供應乾貨和濕貨等貨品，就如香港其他街市一樣。
建築由建築署設計，特色是各個舖位頂部均有白色玻璃纖維簷篷，組成一條有蓋行人通道。

## 爭議
2010年代被發現有商販違規售賣酒類飲品。